# Ion Sava
Ion Sava (n. 10 decembrie 1900, Focșani, Vrancea, România – d. 26 octombrie 1947, București, România) a fost un regizor român, director de scenă la Teatrul Național din București. În 1944 a fost regizorul și scenaristul coproducției româno-italiene Escadrila albă (Squadriglia bianca).

## Biografie
Ion Sava s-a născut la Focșani, în anul 1900, într-o familie numeroasă de armeni. Tatăl, Grigore Sava era funcționar iar mama, Ioana Sava, profesoară de lucru manual. Urmează scoala primară la Iași, Școala Normală „Vasile Lupu” și apoi Liceul Internat din Iasi. A absolvit în anul 1925 Facultatea de Drept de la Iași, fiind admis in barou. În 1924 are prima expoziție de caricaturi. Renuță la avocatură iar în 1930 se angajează la regizor la Teatrul Național din Iași. Din anul 1938 se stabilește a București, unde a lucrat la Teatrul Național.
A murit la 26 octombrie 1947, la Sanatoriul din Agigea.

## Distincții
- Ordinul Meritul Cultural în gradul de Medalie cl. I, pentru teatru (23 septembrie 1942)[2]

## Opera
- Măști, Editura G. Pienescu, prefață de Ileana Berlogea, Bucuresti, 1973
- Teatralitatea teatrului, cuvânt înainte de Liviu Ciulei, Ed. Eminescu, București 1981